# Jeep
 (octobre 2013).

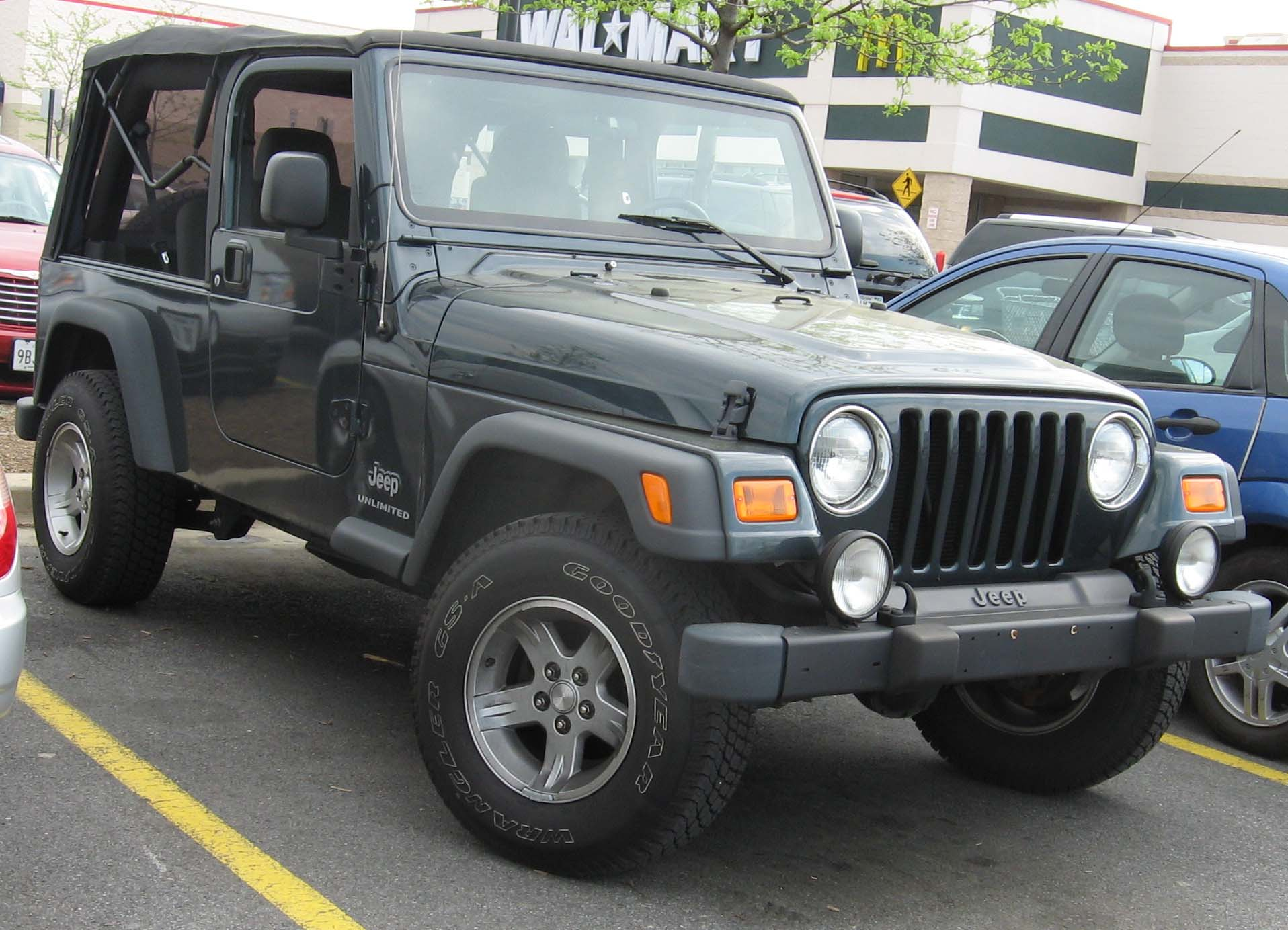
Jeep Wrangler

Jeep est un constructeur automobile américain appartenant depuis 2010 au groupe Fiat, devenu Stellantis, en 2021 à la suite de la fusion des groupes Fiat-Chrysler Automobiles et PSA.
À l'origine, les voitures Jeep étaient des véhicules tout-terrain à quatre roues motrices utilisés par l'armée américaine pendant la Seconde Guerre mondiale. Leur popularité a fait que l'on désigne encore aujourd'hui par antonomase sous le mot « jeep » une automobile tout-terrain au style rustique.
Jeep a commencé à produire des véhicules pour le marché civil en 1945. En 2017, Jeep a vendu 1,4 million de SUV pour l'année 2016, soit une augmentation de 500 000 véhicules par rapport à 2008, les 2/3 pour le marché nord-américain.

## Les origines du mot «Jeep»
Plusieurs explications sont avancées quant à l'origine du nom « Jeep », qui se prononce « djip » en anglais.
Il est traditionnellement admis que ce nom fait référence au projet initial proposé par American Austin Car Company puis finalement développé par la Ford Motor Company sous le nom de code de « Ford GP-W ». « GP » signifierait soit « General Purpose » (« usage général », ou « voiture à tout faire »), soit « Government Purposes » (« usage gouvernemental »). Le mot « jeep » pourrait donc venir de cet acronyme « GP », prononcé en anglais « dji pi ». On retrouve cette origine de nom dans le film de propagande « Autobiography of a Jeep » des studios United Films en 1943. Cette étymologie, que l'on retrouve dans tous les dictionnaires français, est pourtant controversée. R. Lee Ermey, dans sa série télévisée Mail Call, précise que le véhicule a été conçu pour des usages très particuliers, et non généraux (General Purpose), et que par ailleurs, les GI conducteurs du véhicule, à l'origine du surnom, n'avaient sans doute pas eu connaissance de cette dénomination officielle de GP-W donnée dans les bureaux d'étude. Ermey et d'autres avancent que le nom de « jeep » provient de la bande dessinée Popeye d'E.C. Segar, où apparaît en mars 1936 un animal imaginaire du nom d'Eugene the Jeep (appelé Pilou-Pilou en français). « Jeep » est alors une onomatopée habituellement utilisée par les dessinateurs pour imiter le cri d'un oisillon. Habile et possédant des facultés extraordinaires, ce petit animal de la jungle est capable de se sortir de situations difficiles. Ce surnom de « jeep » serait alors attribué au véhicule en raison de ses caractéristiques exceptionnelles.
Par ailleurs, le major E.P. Hogan, qui écrivit dès mars 1941 sur la Jeep pour la revue militaire Quartermaster Review, indique que le mot « jeep » désignait déjà pour les mécanos, lors de la Première Guerre mondiale, un tout nouvel engin motorisé reçu pour évaluation. Aussi, dans les années 1930 et au tout début des années 1940, on rencontre plusieurs fois ce mot « jeep », notamment dans la presse. Il peut alors désigner une personne inexpérimentée, voire idiote, une recrue ou un novice, un gadget technologique ou un véhicule militaire.
L'acronyme « Just Enough Essential Parts » (« juste assez de pièces essentielles ») est une autre explication possible. La première série de ces véhicules a été conçue pour être la plus simple et la moins chère possible : la voiture était minimaliste, sans aucun confort, et bâtie pour une courte durée de service. Toutefois, ce rétroacronyme a tout aussi bien pu être donné à l'usage, par les GI, après les premières apparitions sur le terrain d'un véhicule déjà appelé « Jeep ».

## Histoire

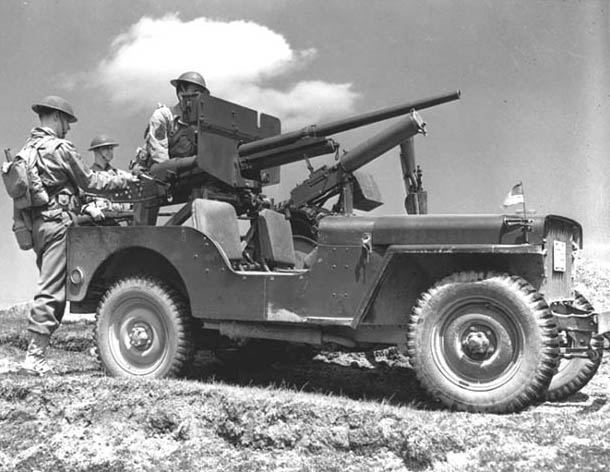
Jeep armé d'un canon de 37 mm M3 : photo de 1942.

Convaincu que, tôt ou tard, il aurait à entrer dans la Seconde Guerre mondiale contre l'Axe, le gouvernement des États-Unis décida de définir un « véhicule de reconnaissance léger idéal » pour son armée afin de remplacer les motos et Ford T qu'utilisait l'armée. Dans son appel d'offres adressé à 135 fabricants en juillet 1940, le cahier des charges prévoit une carrosserie rectangulaire, quatre roues motrices, un pare-brise rabattable, des feux de croisement et des phares longue portée, une masse à vide de 590 kg et la capacité d'emporter 227 kg (dont une mitrailleuse et un équipage de trois hommes, d'où la spécification de trois sièges baquets), une garde au sol de 16 cm et une hauteur inférieure à 914 mm, un empattement inférieur à 1 905 mm et une voie très étroite de 1 494 mm permettant d'emprunter, pneus démontés, les voies de chemin de fer.
C'est par le recrutement d'un ingénieur de talent, Karl Probst (en), qu'un minuscule constructeur alors inconnu, American Bantam Car Company anciennement American Austin Car Company, parviendra seul à tenir les délais et à emporter le marché face à Ford qui propose son modèle GP (acronyme de « General Purpose »), voiture connue sous le nom de « Pygmée » (à cause de sa petite taille) et Willys-Overland qui propose sa Willys quad, au moins dans un premier temps. Il avait eu l'astuce de faire fi du poids maximal, irréalisable, et qui venait d'une demande de l'infanterie. Celle-ci souhaitait pouvoir porter ses voitures à bras d'homme. Karl Probst sut s'accorder les faveurs indispensables de Spicer (en), unique fournisseur de transmissions 4 × 4.
Arrivés derrière Probst qui construit son prototype en 49 jours, Willys et Ford allaient devoir attendre que Bantam soit servi pour être livrés. Pour son plus grand malheur, Bantam n'aura pas le marché, car la firme n'a pas la capacité de production des volumes annoncés par le Quartermaster Corps. Pour « compenser », on confiera à Bantam la fabrication des remorques 1/4 de tonne de type T3. Willys fabriquera également les remorques 1/4 tonne de type MBT.
Les trois sociétés reçoivent l'approbation pour fabriquer un échantillon de 70 véhicules livrés en novembre 1940 à Fort Holabird, une base de l'US Army à Baltimore. Les trois modèles dépassaient tous la spécification de poids de 590 kg, mais l'armée se rendit vite compte que cette limite était bien trop faible et elle la releva lors de la commande suivante de véhicules. Soumise aux tests des militaires, la Jeep révéla un certain nombre de faiblesses, mais aussi d'immenses qualités. Malheureusement, le poids de 590 kg ne fut pas réalisable. En effet, le prototype pesait 920 kg et par la suite le poids sera de 1 060 kg environ selon les versions (MA, MB, M201, M38, M38A1 et Mutt).
Willys, devenu à la fois le plus performant et le moins cher (739 dollars), décroche donc le premier contrat pour la fabrication du modèle MB, résultant d'un mélange des prototypes Willys MA et Ford GP. Suivant les règles du Quarter Master Corps de l'US Army, les plans et brevets du véhicule appartiennent au gouvernement qui a le libre choix de ses fournisseurs. Face à la tournure des évènements mondiaux, l'US Army augmente rapidement sa demande et Willys relève rapidement ses limites en capacité de production journalière. Ford tire donc son épingle du jeu, en proposant de prendre la moitié des volumes de Willys pour doubler la quantité de véhicules produits. Début 1942, Ford reçoit ses premiers contrats de production. Le véhicule s'appelle Ford GPW. L'origine du « W » reste assez confuse, « War », « Willys »... une douce revanche pour Ford, bien en avant dans son développement technologique. L'idéologie de Ford est marquée. Même si le véhicule sorti des usines de Ford et de Willys est identique dans sa conception, Ford se différencie de Willys en marquant la quasi-totalité des pièces mécaniques de sa jeep avec le « F » symbole de la marque. On retrouve ainsi ce marquage sur l'ensemble des pièces de carrosserie, la visserie, les organes moteur, les joints, la transmission et le châssis, les instruments, les pneumatiques... autant de marquages que de possibilités de se différencier. Willys et Ford fabriqueront 637 770 véhicules de 1941 jusqu'à l'été 1945, dont près de 60 % par Willys.

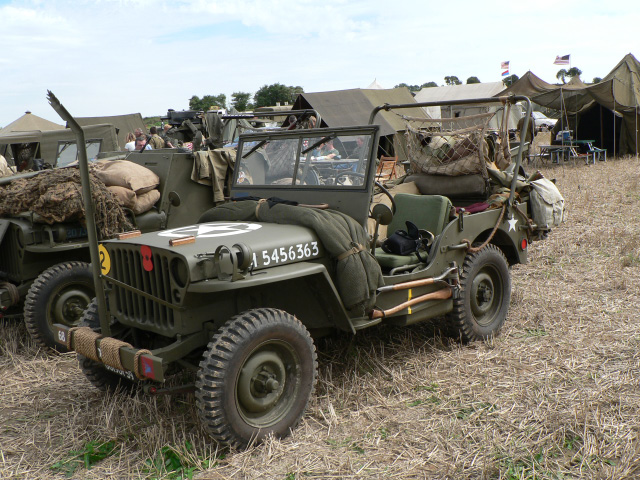
Jeep : photo de 2007.

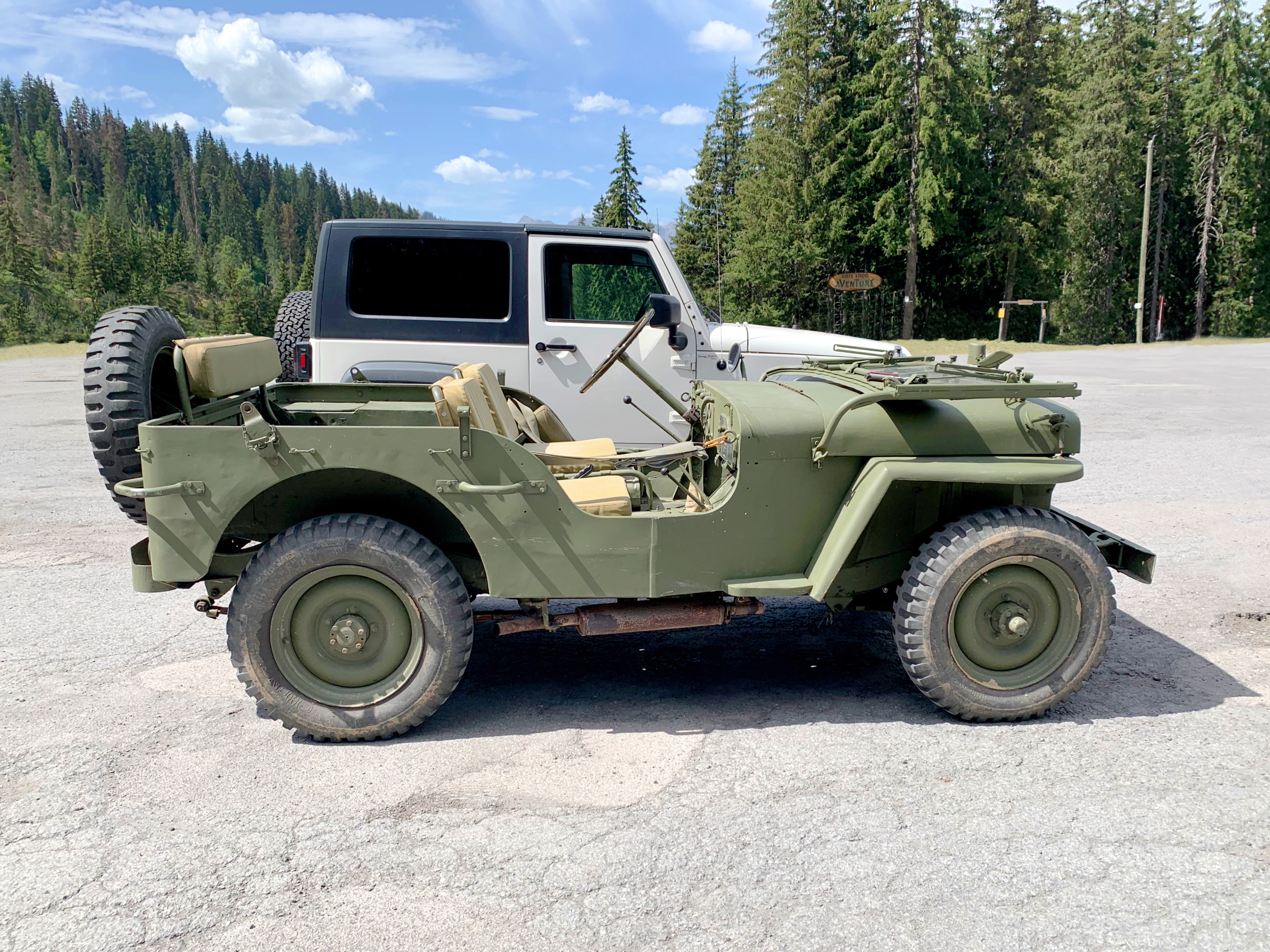
Une Jeep Willys à côté d’une de ses descendantes, une Jeep Wrangler Sport.

Ce véhicule, connu pour sa couleur vert olive, a servi notamment comme véhicule de liaison pour le commandement et de support pour les transmissions. De nombreuses modifications sont opérées sur les véhicules. Beaucoup de photos d'époque montrent toutes sortes de transformations, allant des simples ajouts, aux blindages, en passant par de vraies personnalisations. Son efficacité et sa large diffusion en ont fait le véhicule tout-terrain de référence, à tel point que l'on appelle encore aujourd'hui « jeep » une automobile tout-terrain au style rustique. Le mot « jeep » étant une marque déposée devenue un nom commun (antonomase), il ne prend pas de majuscule quand il est utilisé comme tel.
En 1946, la société Willys s’associe avec le constructeur français Hotchkiss pour la vente et la diffusion de jeeps en France sous la responsabilité de la SOFIA (Société Financière Industrielle Automobile). En juin 1950, la marque « Jeep » est déposée par Willys-Overland. En 1953, la marque Jeep est vendue à Kaiser Motors. En 1952, Willys concède à Hotchkiss la licence de fabrication et de commercialisation des MB ainsi que celle des pièces détachées. En 1955, l’armée française relance la production de jeeps à la suite des échecs consécutifs de projet de développement d’un nouveau véhicule léger de reconnaissance (VLR), la Delahaye VLR. La première commande porte sur 465 véhicules dénommés « Jeep Hotchkiss licence MB ». Après quelques améliorations, les jeeps alors construites prennent l’appellation « M201 licence MB ». La production est presque entièrement destinée à l’armée française. En 1956, Hotchkiss s'associe à Brandt, la production est effectuée dans l’usine de Stains. La production s’arrête en 1966 après un total de 27 628 jeeps M201 construites. En février 1981, l’armée française se sépare définitivement des modèles américains.
Ce succès militaire incita les dirigeants de la compagnie Willys à développer une version civile de la Jeep.
Par la suite, la compagnie Willys fusionna avec la compagnie Kaiser, puis cette dernière (Kaiser-Willys) fut rachetée par American Motors Corporation (AMC) en 1956. À la suite de ses déboires financiers (qui n'étaient absolument pas dus à la division Jeep), Renault prend le contrôle d'AMC au début des années 1980. La marque a été reprise pendant quelques années par Renault qui a essayé d'en faire une tête de pont vers le marché américain. En 1987, AMC était à l'agonie et fut vendue à Chrysler. La division Jeep-Eagle fut immédiatement créée car, quel que soit le constructeur, le nom Jeep a toujours été très rentable et très populaire.
Aujourd'hui, Jeep est redevenu un constructeur actif sur la plupart des marchés mondiaux et surfe sur la vague des SUV et des tout-terrains de loisir. La marque de 4x4 Jeep enregistre en 2012 son record de ventes mondial avec 701 626 unités écoulées.
Sources et textes tirés de l'ouvrage officiel de la marque Jeep : Jeep, sur les Traces de la Légende de Christophe Le Bitoux et D. Dalet aux éditions ETAI.
Parmi les nombreux modèles de Jeep figurent :
- de 1945 à 1986 : la série des Jeep CJ (CJ-1 à CJ-10). La désignation CJ signifie « Civilian Jeep » (Jeep civile). La Jeep CJ-7 est distribuée en Europe par Renault entre 1983 et 1986 équipée des moteurs 2 litres essence et Diesel de la Renault 20 ;
- de 1987 à 1995 : la Jeep YJ (appelée « Wrangler » aux États-Unis et en Europe) qui adopte un confort matériel propre aux voitures de tourisme ;
- de 1997 à 2006 : la Jeep TJ (appelée « Wrangler » aux États-Unis et en Europe) ;
- de 2001 à 2007 : la Jeep Cherokee KJ (appelée « Liberty » aux États-Unis) ;
- de 2007 à 2018 : la Jeep Wrangler JK (2-portes) et JK Unlimited (5-portes) ;
- de 2008 à 2013 : le Jeep Cherokee KK (ou « Liberty » aux États-Unis) ;
- en 2010 : le Jeep Grand Cherokee WK2, dont la production démarre aux États-Unis le 19 avril ;
- en 2014 : lancement du Jeep Cherokee KL ;
- en 2015 : lancement du Jeep Renegade.

Dès le mois de juin 2022, Jeep cesse la commercialisation de ses VP à moteur 100 % thermique en France.
Le 1er novembre 2022, Stellantis annonce que la filiale produisant et commercialisant des Jeep en Chine a déposé le bilan. Il s'agit pour le groupe Stellantis de redéfinir la stratégie du groupe alors que le risque géopolitique s'aggrave, dans un marché qui n'était pas profitable pour Stellantis et qui devient de plus en plus difficile. Le groupe continue cependant à commercialiser des Jeep en Chine en les important, sans produire sur place.
Une usine de d'assemblage automobile de la marque Jeep de Belvidere (Illinois) cesse son activité le 23 février 2023. Elle emploie alors 1 350 employés. L'entreprise Stellantis réfléchit à d'autres façons d'utiliser le site.

## Modèles produits

### 1940-1953: Willys
- 1940 Willys Quad - Prototype
- 1941 Willys MA
- 1942 Willys MB (slat grille)
- 1942-1945 Willys MB (stamped grille)
- 1945–1949 CJ-2A
- 1946–1965 Station Wagon
- 1948–1950 Jeepster VJ
- 1949–1953 CJ-3A
- 1949–1963 Pick-Up
- 1950–1953 Willys M38
- 1953–1959 Willys M38A1 (en)
- 1953–1968 CJ-3B

### 1953-1970: Kaiser-Frazer
- 1954–1983 CJ-5
- 1956-1975 CJ-6 (version à empattement long de la CJ-5)
- 1957–1965 FC-150 et FC-170 (pick-up et truck)
- 1963–1991 Jeep Wagoneer SJ
- 1963–1970 Gladiator (SJ)
- 1966-1969 Super Wagoneer
- 1967–1973 Jeepster Commando

### 1970-1986: AMC
- 1971–1986 Honcho (pick-up et truck)
- 1974–1983 Jeep Cherokee SJ Chief (version 2-portes du Jeep Wagoneer)
- 1976–1986 Jeep CJ-7
- 1984–1991 Jeep Grand Wagoneer (version luxueuse du Wagoneer)
- 1984–1996 Jeep Cherokee XJ
- 1984–1987 CJ-8
- 1985–1992 Jeep Comanche (en) (version pick-up du Cherokee XJ, dernier pick-up produit par Jeep)

### 1986-2009: Chrysler

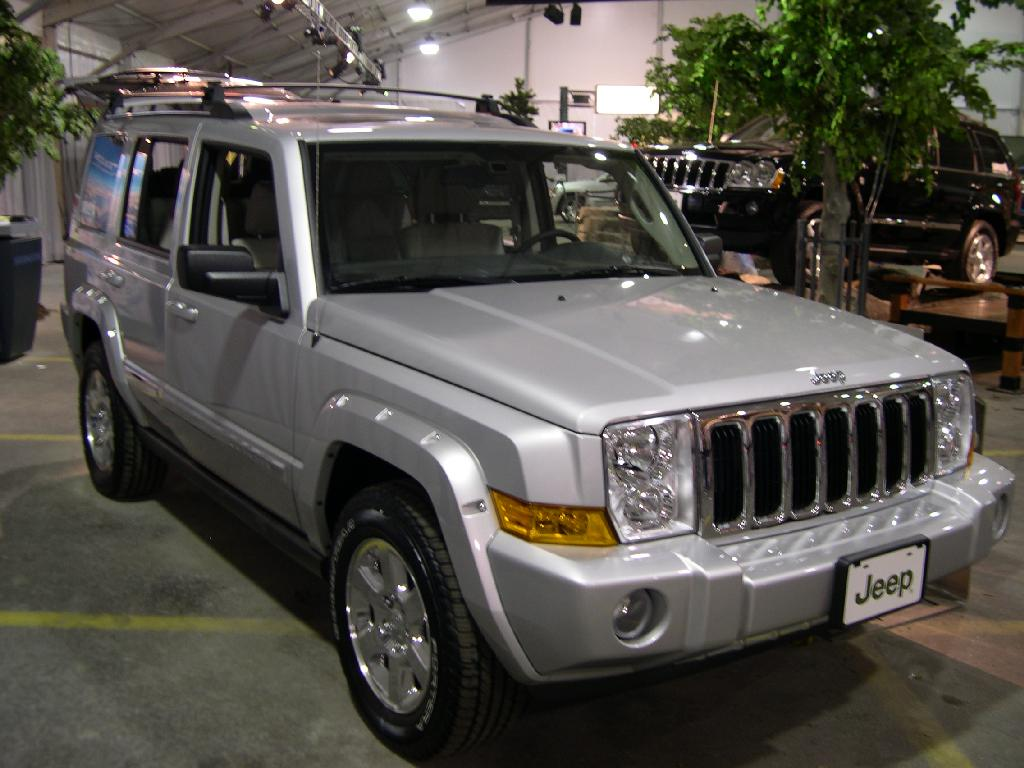
Jeep Commander

- 1992–1998 Grand Cherokee (ZJ = USA / ZG = EU)
- 1987–1996 Wrangler YJ
- 1997–2006 Wrangler TJ
- 1997–2001 Jeep Cherokee XJ (restyling)
- 1999–2004 Grand Cherokee WJ
- 2001-2008 Cherokee KJ (aux USA Jeep Liberty)
- 2005-2011 Grand Cherokee wh
- 2005-2010 Commander XH
- 2007-2018 Wrangler JK
- 2007-2016 Compass
- 2007-2016 Patriot
- 2008-2013 Cherokee KK

### Depuis 2010: FCA, puis Stellantis
Stellantis est un groupe automobile issu de la fusion, en 2021, de Fiat Chrysler Automobiles (dont Jeep faisait partie) avec PSA Peugeot-Citroën.
- Depuis 2011 Grand Cherokee
- Depuis 2014 Cherokee KL
- Depuis 2014 Renegade
- Depuis 2016 Compass
- Depuis 2018 Wrangler JL
- Depuis 2018 Gladiator
- Depuis 2018 Grand Commander
- Depuis 2021 Grand Wagoneer
- Depuis 2022 Avenger

### Concept cars
- Jeep Renegade Concept
- Jeep Wrangler Magneto 2.0 Concept[20]
- Jeep Grand Cherokee Trailhawk PHEV Concept
- Jeep ’41 Concept
- Jeep Rubicon 20th Anniversary Concept
- Jeep Rob Concept
- Jeep D-Coder
- Jeep Wrangler Birdcage